# Prime Telecom
Prime Telecom este o companie de telecomunicații din România care exploatează o rețea de transmisiuni de date, cu o infrastructură de peste 8.000 km de fibră optică în România (25 de orașe) și Bulgaria.
Principalii concurenți ai companiei sunt GTS Telecom și Euroweb.
În august 2009, Prime Telecom a fuzionat cu firma de telecomunicații Vip Net.
Compania Vip Net a fost înființată în anul 1993 și era membru al Asociației Naționale a Internet Service Providerilor și membru fondator al Romanian National Internet Exchange.
În ianuarie 2010, Prime Telecom a cumpărat și apoi a fuzionat prin absorbție cu Net Vision Telecom, un furnizor telecom cu aceeași specializare, cu venituri de 1,4 milioane
euro în 2008.
Număr de angajați:
- 2011: 120[4]
- 2008: 107[3]

Cifra de afaceri:
- 2010: 8,8 milioane euro[4]
- 2009: 9 milioane euro[5]
- 2008: 7 milioane euro[3]
- 2007: 5 milioane euro[1]